# Сулейман Демірель
Самі Сулейма́н Гюндогду Деміре́ль (турецька: [sylejˈman deˈmiɾæl]; 1 листопада 1924, Ісламкой, Испарта — 17 червня 2015, Анкара) — турецький політик, інженер і державний діяч, 9-й президент Туреччини з 1993 по 2000 рік. Раніше він сім разів обіймав посаду прем'єр-міністра Туреччини з 1965 по 1993 рік. Він був лідером Партії справедливості (AP) з 1964 по 1981 рік і лідером Партії вірного шляху (DYP) з 1987 по 1993 рік. Мав прізвисько «фенікс турецької політики».
Після того, як Аднан Мендерес назвав Деміреля потенційним майбутнім прем'єр-міністром, він був обраний лідером Партії справедливості в 1964 році й зумів змістити уряд Ісмет Іненю в 1965 році, незважаючи на те, що він не був членом парламенту. Він підтримував уряд Суата Хайрі Ургюплю, поки його партія не здобула парламентську більшість у 1965 році. Він став першим прем'єр-міністром, який народився в Турецькій Республіці. Заявивши, що його Партія справедливості є правонаступницею забороненої Демократичної партії, він був переобраний на посаду прем'єр-міністра в 1969 році, вдруге здобувши парламентську більшість. Незважаючи на його економічні реформи, які стабілізували інфляцію, він подав у відставку після того, як його бюджет був заблокований парламентом, але незабаром сформував свій третій уряд. Його прем'єрство закінчилося після державного перевороту в Туреччині 1971 року.
Демірель був лідером опозиції з 1971 по 1975 рік, перш ніж сформувати правий уряд, відомий як Перший націоналістичний фронт, який розпався в 1977 році. У 1977 році він сформував уряд Другого націоналістичного фронту, який розпався у 1978 році. Уряд меншості Деміреля в 1979 році не зміг обрати президента в 1980 році, що призвело до державного перевороту 1980 року в Туреччині, який заборонив Демірелю займатися політикою. Повернувшись у політику в 1987 році, він очолив партію «Істинний шлях». Він переміг на загальних виборах 1991 року та сформував коаліцію з Соціал-демократичною популістською партією (SHP), обійнявши п'ятий і останній термін на посаді прем'єр-міністра. Після раптової смерті чинного президента Тургута Озала Демірель взяв участь у президентських виборах 1993 року, і згодом став дев'ятим президентом Туреччини. Його перебування на посаді прем'єр-міністра протягом 10 років і 5 місяців є третім за тривалістю в історії Туреччини після Ісмета Іненю та Реджепа Тайіпа Ердогана.

## Сім'я
Сулейман Демірель народився 1 листопада 1924 року в Ісламкой, Атабей, місті в провінції Испарта в сім'ї хаджі Ях'ї Деміреля (1894—1972) та Хаджі Уммухана Деміреля (1902—1979).
У дитинстві він був пастухом, що відрізняло його від традиційної політичної еліти країни, як правило, військово-бюрократичної або землевласницької, яку Демірель використовував для свого публічного іміджу: через те, що він походив зі скромного середовища, сільські маси особливо захоплювалися ним. Ці консервативні маси ще більше ототожнювалися з ним, коли він створював образ гордого мусульманина, нагадуючи громадськості, що його батько здійснив хадж, що в його домі щодня читали Коран, коли він був дитиною, або що назва його села «Ісламкой» означає «село ісламу».
Закінчивши початкову школу в рідному місті, він навчався в середніх і старших класах шкіл в Испарті, Муглі та Афйоні. У 1948 році він одружився з Назміє Шенер, своєю троюрідною сестрою.

## Кар'єра інженера
Після закінчення факультету цивільного будівництва Стамбульського технічного університету в 1949 році Сулейман Демірель працював у Державному департаменті планування електроенергетики. Він навчався в аспірантурі з іригації, електротехніки та будівництва гребель у Сполучених Штатах, спочатку в 1949—1950, потім у 1954—1955 роках. Під час будівництва Сейханської греблі Демірель працював інженером-проєктувальником, а в 1954 році був призначений директором Департаменту будівництва гребель. У 1955 році він призначений генеральним директором Державного гідротехнічного заводу (DSİ). На цій посаді Демірель керував будівництвом різних електростанцій, дамб і іригаційних споруд. Організація Стипендії імені Ейзенхауера обрала Сулеймана Деміреля у 1954 році, щоб він представляв Туреччину.
Після державного перевороту в 1960 році був призваний до турецької армії для проходження строкової військової служби. По закінченні військової служби працював позаштатним інженером та представником американської компанії Morrison Construction Company. У цей період він також працював за сумісництвом викладачем гідротехніки в Близькосхідному технічному університеті (ODTÜ) в Анкарі.

## Вступ у політику
Його політична кар'єра розпочалася з обрання до виконавчої ради Партії справедливості , заснованої колишнім генералом Рагіпом Гюмюшпала замість Демократичної партії, яка була заборонена після військового перевороту 27 травня 1960 року. Журналіст і депутат Чихат Бабан пише в книзі The Gallery of Politics (Politika Galerisi), що президент Джемаль Гюрсель сказав йому:
Ми можемо вирішити всі проблеми, якщо Сулейман Демірель зможе очолити Партію справедливості (Adalet Partisi). Я дуже багато працюю над тим, щоб він став лідером партії. Якщо мені це вдасться, я буду щасливий.
Сільський, центральноанатолійський акцент Деміреля та той факт, що він походив із сільської місцевості, зробили його дуже привабливим для сільських виборців.

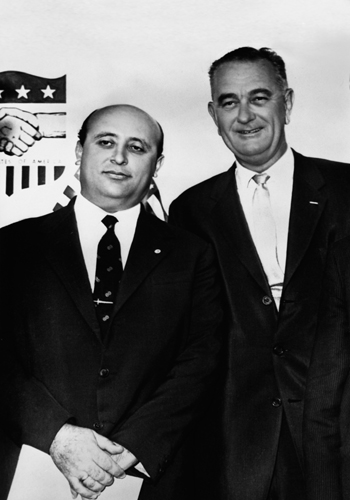
Віцепрезидент США Ліндон Джонсон і Сулейман Демірель на церемонії вшанування Агентства США з міжнародного розвитку (28 серпня 1962 р.)

22 березня 1963 року ув'язнений колишній президент Джелал Баяр був умовно-достроково звільнений, що викликало протести перед штаб-квартирою Партії справедливості. Демірель пішов у відставку під час цих подій і заявив, що «в цій країні не буде демократії ще 50 років». Він залишався поза політикою до смерті Рагіпа Гюмюшпала в червні 1964 року, коли він знову пішов у політику як кандидат на посаду голови партії. Однак Демірель зіткнувся з сильною опозицією. Його найбільшим суперником був Садеттін Більгіч на прізвисько «Великий вождь» (тур. «koca reis»). Прихильники Білгіча звинувачували Деміреля в приналежності до масонства. Попри те, що це відповідало дійсності, Демірель відвернув кризу, вдавшись до обману. Замість того, щоб написати до власної ложі, він звернувся до окремої масонської ложі із запитом про те, чи є він її членом, чи ні. Як і очікувалося, голова ложі відповів негативно. Це переломило ситуацію на користь Деміреля, і він отримав достатню кількість голосів, щоб стати головою Партії справедливості, отримавши 1072 голоси проти 552 у Білгіча та 39 у Текіна Арибуруна. 
Демірель був обраний головою на другому великому партійному з'їзді 28 листопада 1964 року. Він сприяв формуванню тимчасового уряду, який правив з лютого по жовтень 1965 року за прем'єрства Суат Хайрі Ургюплу, в якому він обіймав посаду віцепрем'єр-міністра. Під його керівництвом Партія справедливості отримала безпрецедентну більшість голосів на загальних виборах 1965 року та сформувала уряд більшості. Таким чином Демірель став наймолодшим прем'єр-міністром в історії Туреччини у віці 40 років.

## Перше прем'єрство

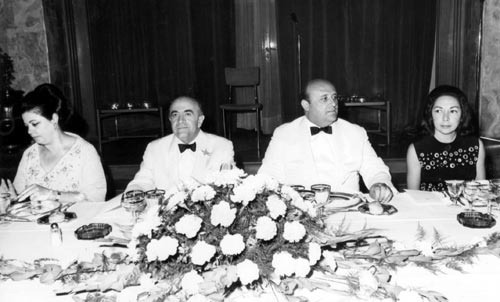
Прем'єр-міністр Ірану Амір-Аббас Ховейда та Демірель, Тегеран c. 1970 рік

Демірель був одним із перших представників нового покоління, яке увійшло в політику в 1920-х роках й отримало назву «республіканське покоління»,  коли герої Війни за незалежність Туреччини, такі як Ісмет Іненю, Селял Баяр і Рагіп Гюмюшпала, поступово йшли з політики.
Невдовзі після приходу до влади він зіткнувся з «президентською кризою», коли Джемаль Гюрсель, який обійняв посаду президента після прийняття Конституції 1961 року, заявив, що його поганий стан здоров'я не дозволяє йому продовжувати виконувати свої обов'язки. Щоб пом'якшити ставлення армії до Партії справедливості, Демірель висунув на посаду президента начальника Генерального штабу Джевдета Суная, який став президентом у 1966 році.
На наступних виборах 10 жовтня 1969 року його партія знову здобула одноосібну перемогу з великим відривом. Під керівництвом Деміреля було закладено фундаменти греблі Кебан, моста через Босфор та нафтопроводу між Батманом та Іскендеруном. Економічні реформи стабілізували інфляцію, і Туреччина стала однією з найбільш швидкозростаючих економік. Однак бойкоти та страйки студентів університетів 1968 року призвели до політичної нестабільності, яка особливо турбувала турецьких військових. Тиск з боку Сполучених Штатів також зростав, оскільки адміністрація Ніксона хотіла, щоб Туреччина заборонила вирощування опіуму,  що було б політично невигідно для Деміреля. У Деміреля також виникли проблеми всередині його власної партії, коли він спробував оголосити амністію колишнім демократам, на що було фактично накладено вето військових. Як наслідок, у 1970 році кілька колишніх депутатів ДП покинули Партію справедливості, щоб заснувати Демократичну партію, а ісламісти також покинули партію, щоб заснувати Партію національного порядку на чолі з Неджметтіна Ербакана.

## Політична нестабільність 1970-х років

### Меморандум 1971 року
Погіршення економіки, події 15–16 червня,  один з найбільших робітничих протестів в історії Туреччини, розбіжності між урядом і військовими щодо кіпрського конфлікту, ескалація напруженості у відносинах з Грецією та конфлікт між лівими та правими - все це визначило останні роки першого прем'єрства Деміреля як політично нестабільні. Він звинувачував у кризі ліберальну конституцію. Демірел подав у відставку з посади прем'єр-міністра після того, як його бюджет був заблокований парламентом, але незабаром сформував свій третій уряд.  Спроба військового перевороту, здійснена націонал-демократичними революціонерами 9 березня 1971 року, врешті-решт призвела до прямого військового втручання 12 березня, і Демірель пішов у відставку на користь підтримуваного військовими уряду під керівництвом Ніхата Еріма.
Конституційні поправки, яких бажав Демірель, були впроваджені під час  технократичного військового правління, яке спиралося на підтримку парламенту. Навесні 1973 року, коли на порядку денному були президентські вибори, щоб протидіяти впливу армії на національну політику, він домовився з новим лідером  Республіканської народної партії (CHP) Бюлентом Еджевітом про підтримку Фахрі Корутюрка на посаді президента замість колишнього начальника штабу турецької армії Фарука Гюрлера. Під час виборчого процесу біля Великих національних зборів Туреччини були розміщені танки, щоб показати депутатам, що збройні сили можуть втрутитися.

### Уряди націоналістичного фронту
Після того, як Партія справедливості посіла друге місце на загальних виборах 1973 року, очікувалося, що буде створена велика коаліція CHP-AP. Однак Демірель заявив, що «Ми можемо об'єднатися тільки під час війни». Натомість CHP сформувала коаліцію з новою ісламістською партією Ербакана, Партією національного порятунку (MSP). Уряд Еджевіта здійснив вторгнення на Кіпр, але ідеологічні конфлікти в уряді змусили Еджевіта піти у відставку 18 вересня 1974 року та провести дострокові вибори. Однак дострокові вибори так і не відбулися, і замість цього Саді Ірмак очолив тимчасовий уряд, який проіснував 194 дні з 18 вересня до 31 березня, коли під керівництвом Деміреля був створений правий коаліційний уряд «Перший націоналістичний фронт», що складався з Партії справедливості, MSP, Партії націоналістичного руху (MHP) та Республіканської партії довіри. Щоб зерегти коаліцію, прихильників ісламістської MSP і ультранаціоналістичних членів MHP були залучені до роботи в державних установах, що сприяло загостенню політичного насильства 1970-х років; 42 особи було вбито під час першотравневого мітингу на площі Таксім 1977 року. Країна увійшла в економічну депресію, спричинену зростанням світових цін на бензин, дефіцитом зовнішніх платежів і стрімкою інфляцією. В цей період був заарештований за корупцію, після журналістського розслідування Угура Мумджу, племінник Сулеймана Деміреля, Ях'я Кемаль Демірель.

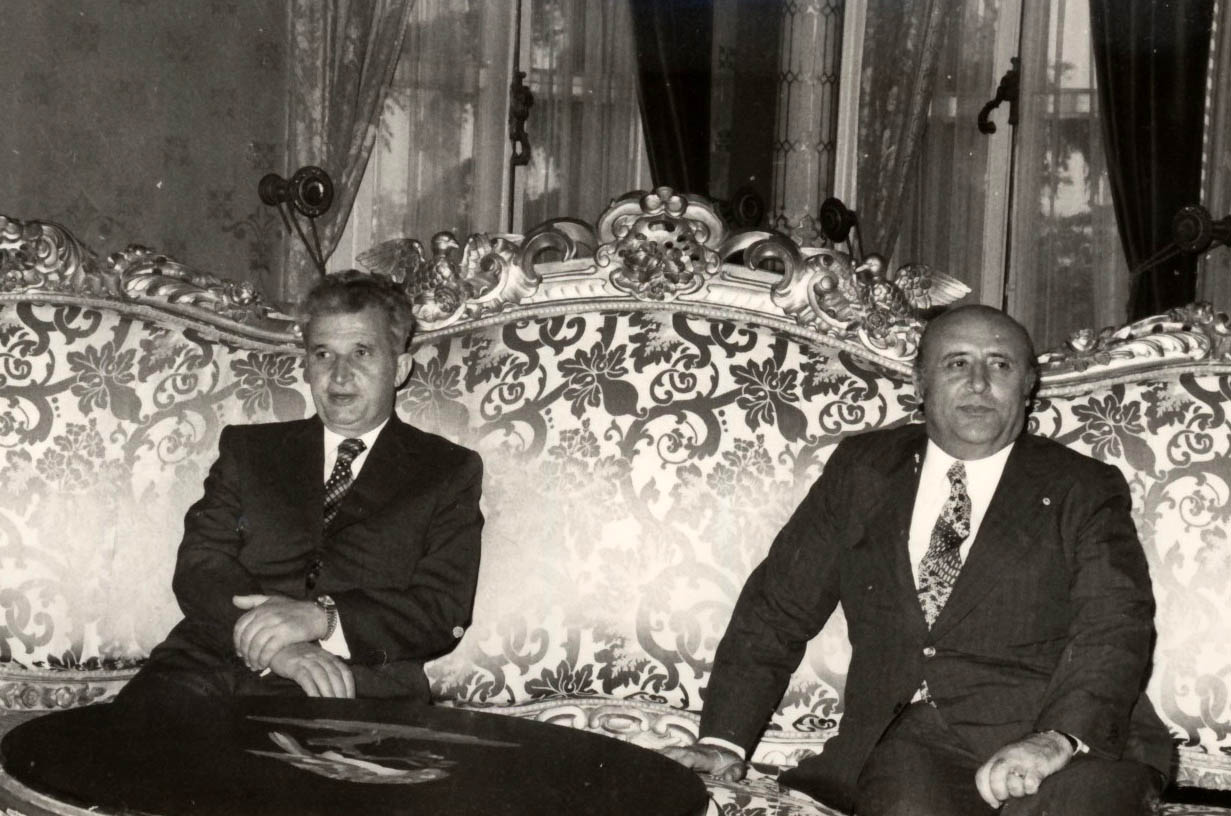
Ніколае Чаушеску і Демірель, 1976 рік

Незважаючи на підтримку на виборах 1977 року, Партія справедливості знову програла CHP, яка отримала 41,4 відсотка голосів. Однак Еджевіт не зміг сформувати уряд, тому Демірель знову став прем'єр-міністром, сформувавши Другий націоналістичний фронт лише з MSP і MHP. Цьому уряду було висловлено вотум недовіри 31 грудня 1977 року в результаті так званого інциденту в мотелі «Гюнеш», коли 13 депутатів Партії справедливості вийшли з партії, щоб підтримати уряд CHP, де вони отримали посади в кабінеті міністрів. Демірель відмовився розпочати діалог з урядом, в якому домінує CHP, і вів жорстку опозиційну боротьбу з Еджевітом, називаючи його «головою уряду», а не «прем'єр-міністром». Говорячи про уряд Еджевіта, Демірель заявив: «У жодній країні світу такий уряд [Еджевіта] з 1200 смертями, 70 % інфляцією, ганьбою, жорстокістю, тортурами, несправедливою і нещадною партійністю не протримався б і одного дня. Кадри, які перевищили свої амбіції, узурпували владу». 21 лютого 1979 року він оголосив президенту Корутюрку, що вони проти продовження воєнного стану.
Проблеми, спричинені американським ембарго, інфляцією та ескалацією політичного насильства, призвели до того, що Еджевіт програв довибори 1979 року, що змусило його піти у відставку. Демірель повернувся на посаду прем'єр-міністра та створив уряд меншості через негативну атмосферу, створену урядами Націоналістичного фронту (MSP і MHP, як і раніше, забезпечували довіру). За його останнього прем'єрства перед переворотом 1980 року було ухвалено рішення від 24 січня, що стали поворотним пунктом у переході Туреччини до неоліберальної економіки. В умовах політичного насильства та вбивств, що досягли історичного максимуму, вищий військовий генералітет направив президенту Корутюрку меморандум, який закликав політиків залишити осторонь свої розбіжності для вирішення проблем країни, але цей меморандум нічого не дав для того, щоб змусити Деміреля та Еджевіта співпрацювати. Коли закінчувався президентський термін Фахрі Корутюрка, назрівала криза щодо того, хто стане його наступником, і Демірель та Еджевіт 115 разів не змогли обрати нового президента. Уряд Деміреля проіснував до перевороту 12 вересня 1980 року, який заборонив йому займатися політикою.
Демірель відкрив 268 шкіл Імама Хатіпа під час свого прем'єрства між 1965 і 1980 роками, ставши одним із політиків, які відкрили найбільшу кількість шкіл Імама Хатіпа.

## Заборона займатися політикою
Після військового перевороту 12 вересня 1980 року прем'єрство Деміреля закінчилося, і він протягом місяця перебував під наглядом у в'язниці Хамзакьой, Геліболу (Галліполі). Він не пішов у відставку з посади голови Партії справедливості, поки вона не була розпущена в 1981 році. Відповідно до тимчасової статті нової Конституції, йому і більшості політиків було заборонено займатися політикою протягом 10 років. Однак він підтримував зв'язки з колишніми лідерами своєї партії. Після того, як у травні 1983 року було дозволено створювати політичні партії, Демірель заявив: «Я не будую халупи на своїй землі, на яку в мене є свідоцтво про право власності». Він не підтримав ні партію, яку військова адміністрація намагалася змусити заснувати Бюлента Улусу, — Партію націоналістичної демократії, ні Партію Вітчизни (ANAP), очолювану його протеже Тургутом Озалом. 20 травня 1983 року колишніми членами Партії справедливості була створена Партія Великої Туреччини (BTP), але вона була швидко заборонена Радою національної безпеки на тій підставі, що вона є продовженням Партії Справедливості. Демірель разом із колишніми членами CHP і Партії справедливості був змушений провести чотири місяці в Зінчірбозані, Чанаккале, на тій підставі, що він порушив політичну заборону.

## Останнє прем'єрство

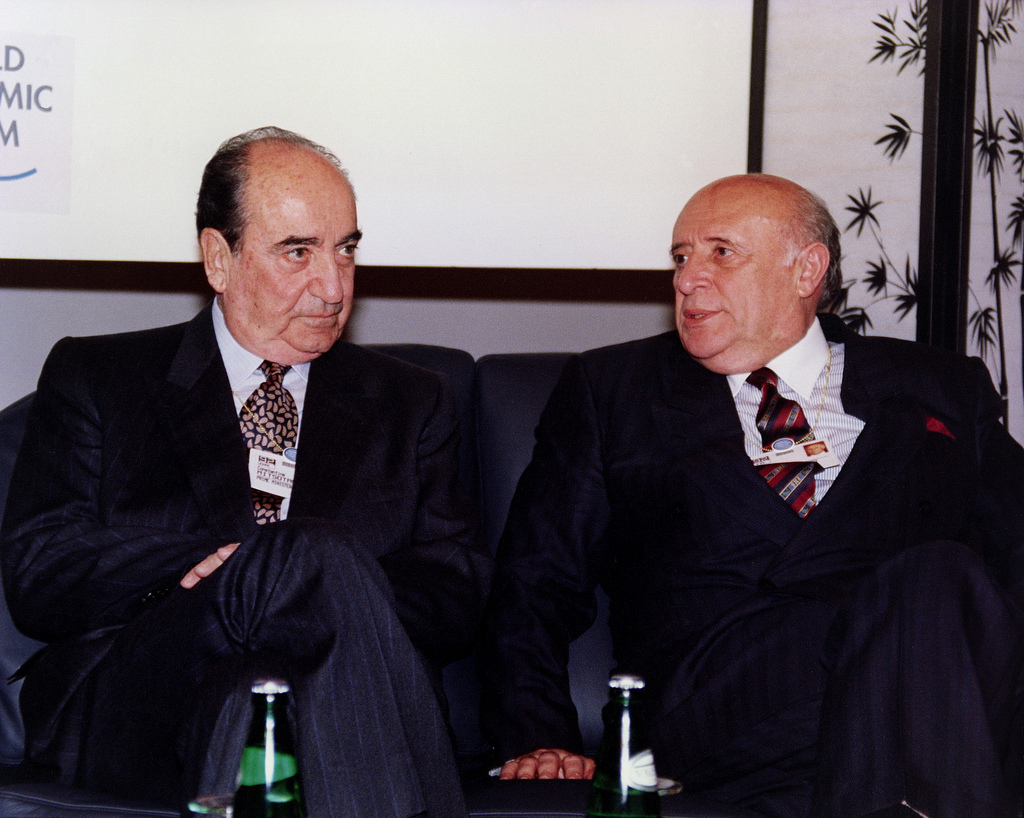
Прем'єр-міністр Греції Константінос Міцотакіс на Всесвітньому економічному форумі, 1992 рік

У 1986 році Демірель розпочав успішну кампанію за скасування політичних заборон, накладених на політиків до 1980 року, та ініціював референдум з цього питання. Усього за 18 днів після скасування політичної заборони його обрали головою на позачерговому з'їзді Партії вірного шляху (DYP), нової партії-наступниці Партії справедливості. На загальних виборах 1987 року він був переобраний депутатом Іспарти.
Після виборів 1991 року Сулейман Демірель знову став прем'єр-міністром у коаліційному уряді з Соціал-демократичною популістською партією. Демірель визнав відмінність курдів як етнічної групи від турків, реформував кримінально-процесуальне законодавство, скасував заборону на всі партійні назви та абревіатури, що накопичилися після військових переворотів, і ратифікував міжнародні конвенції про свободу профспілок. Також було створено програму соціального забезпечення «Зелена карта» та скасовано віковий ценз для виходу на пенсію. У той час як уряд успішно боровся з ліворадикальними терористичними угрупованнями, вбивства журналіста-розслідувача Угура Мумджу та командира жандармерії Ешрефа Бітліса шокували країну. Хоча обидва партнери по коаліції виступали за ліквідацію зони OHAL і системи сільської охорони в південно-східній Анатолії, операція «Забезпечення комфорту» означала, що цю політику в нестабільному регіоні необхідно продовжувати.
У цей період вів активну опозиційну діяльність проти свого протеже і майбутнього президента Тургута Озала, разом з яким він підготував «Рішення 24 січня».

## Президентство

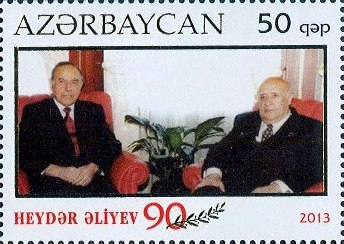
Гейдар Алієв та Сулейман Демірель, поштова марка Азербайджану, 2013 рік

Після раптової смерті Озала, Демірель був обраний дев'ятим президентом Туреччини в 1993 році Великими національними зборами. Його наступницею на посаді голови партії стала перша жінка-прем'єр-міністр Туреччини Тансу Чіллер, яка склала з себе повноваження лідера DYP.
Президент Демірель викликав негативну реакцію своїми заявами, зробленими після кривавої розправи в Сівасі, коли 35 інтелектуалів — більшість з яких були алевійцями — загинули, опинившись у пастці натовпу в палаючому готелі, і це сталося всього через півтора місяця після того, як він став президентом. Він сказав: «Цей інцидент є поодиноким випадком. Була серйозна провокація. В результаті цієї провокації народ був збуджений… Сили безпеки зробили все можливе… Конфлікту між групами не було. Були [лише] людські жертви внаслідок підпалу готелю».

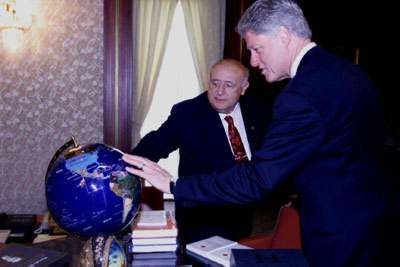
Білл Клінтон і Демірель, 1999 рік

Демірель завчасно повідомив президента Азербайджану Гейдара Алієва про підготовку спроби перевороту проти його уряду за якою стояли різні угруповання турецької армії та спецслужби.
18 травня 1996 року він пережив замах із застосуванням вогнепальної зброї, скоєний активістом Ібрагім Гюмрюкчуоглу під час церемонії закладення наріжного каменю в торговому центрі в Ізміті. Під час нападу був поранений у руку його охоронець Шукру Чукурлу, а журналіст отримав поранення в ногу, коли вони накинулися на Ібрагіма Гюмрюкчуоглу, який витягнув свій пістолет, щоб вистрілити. Нападник Ібрагім Гюмрюкчюоглу стверджував, що не мав наміру вбивати президента, а хотів вистрілити в повітря з пістолета на знак протесту проти угоди про військове співробітництво Туреччини з Ізраїлем. Пізніше лікарі поставили Гюмрюкчуоглу діагноз «параноя».
Роль Деміреля в «Постмодерністському перевороті» 1997 року викликає суперечки: одні звинувачують його в тому, що він очолив зусилля з повалення уряду REFAHYOL Неджміттіна Ербакана, інші стверджують, що він запобіг повному захопленню влади військовими, послабивши напруженість..Після цього випробування він призначив прем'єр-міністром не свого колись протеже Тансу Чіллера, а голову ANAP Месута Їлмаза. Партія благоденства Ербакана, DYP Сіллера та BBP виступили проти цього кроку.
У 1997 році Демірель взяв участь у конференції, організованій Фондом журналістів і письменників, почесним головою якого був Фетхуллах Ґюлен, і отримав від нього премію «Державний діяч національного примирення».
Запропонована поправка до статті 101 Конституції Турецької Республіки, яка подовжила б президентський термін ще на п'ять років наприкінці терміну його повноважень, була відхилена Великими національними зборами Туреччини 5 квітня 2000 року. Демірель передав свої обов'язки Ахмету Недждету Сезеру 16 травня 2000 року.
Після відходу з політики його загальний термін перебування на посаді прем'єр-міністра був коротшим, ніж в Ісмет Іненю та Реджеп Тайїп Ердогана.

## Пізніше життя і смерть

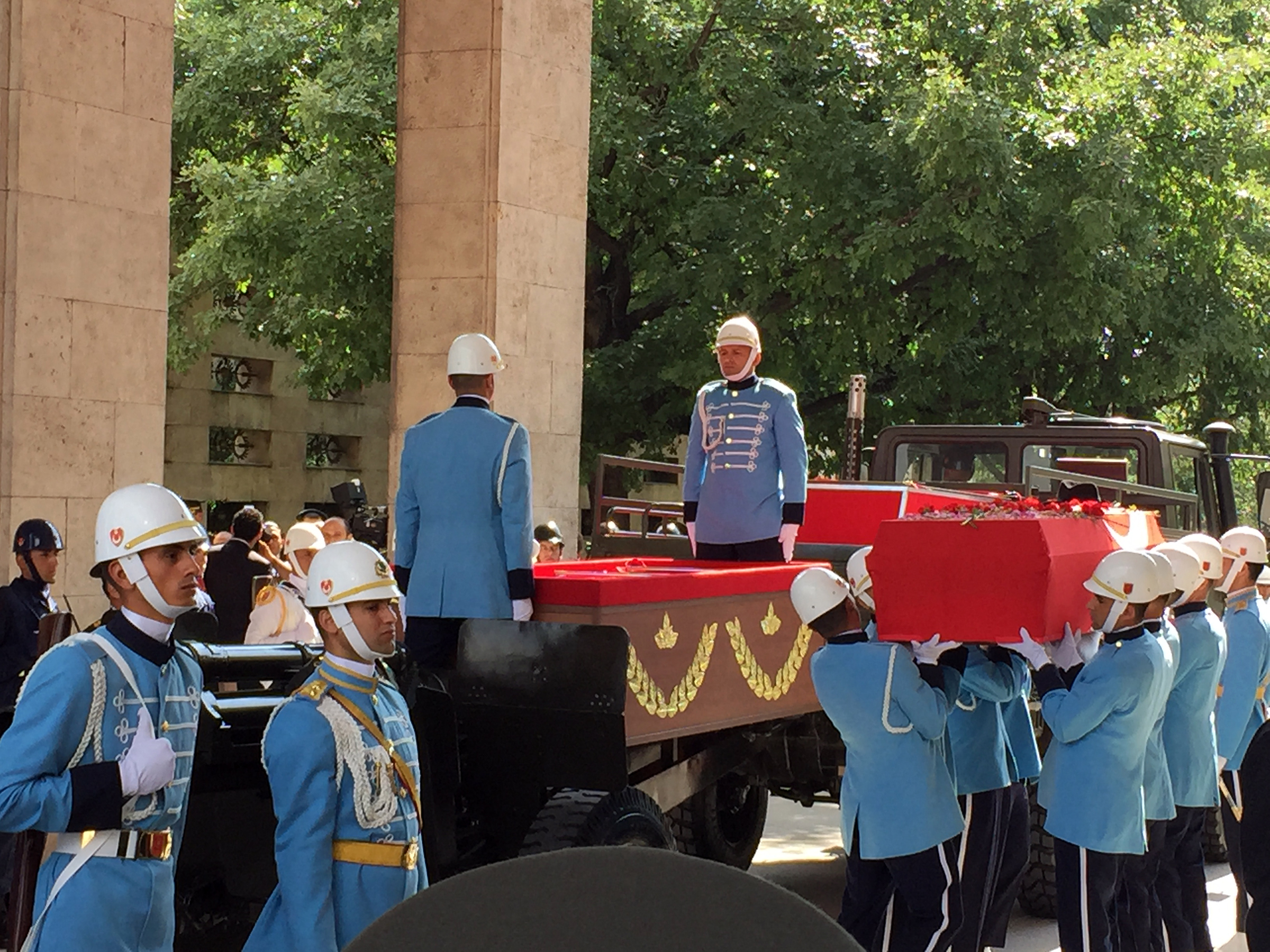
Похорон Деміреля

Після відходу з політики Демірель був частим учасником дискусії та доповідачем на кількох заходах, переважно в університетах Туреччини.
Демірель був членом комітету, який у 2001 році підготував Звіт Мітчелла, що досліджував ізраїльсько-палестинський конфлікт у розпал Другої інтифади та запропонував рекомендації щодо зниження напруженості.
Його дружина Назміє померла 27 травня 2013 року в лікарні, де вона лікувалася від хвороби Альцгеймера.
Сулейман Демірель помер 17 червня 2015 року в лікарні Гювен в Анкарі, де він проходив курс лікування від інфекції дихальних шляхів. Після державної церемонії у Великих національних зборах Туреччини та релігійної церемонії в мечеті Коджатепе 19 червня 2015 року тіло Деміреля було перевезено до мавзолею в його рідному місті Атабей, Іспарта.
2019 року будівництво мавзолею Сулеймана Деміреля було завершено і відкрито для відвідувачів.

## Спадщина

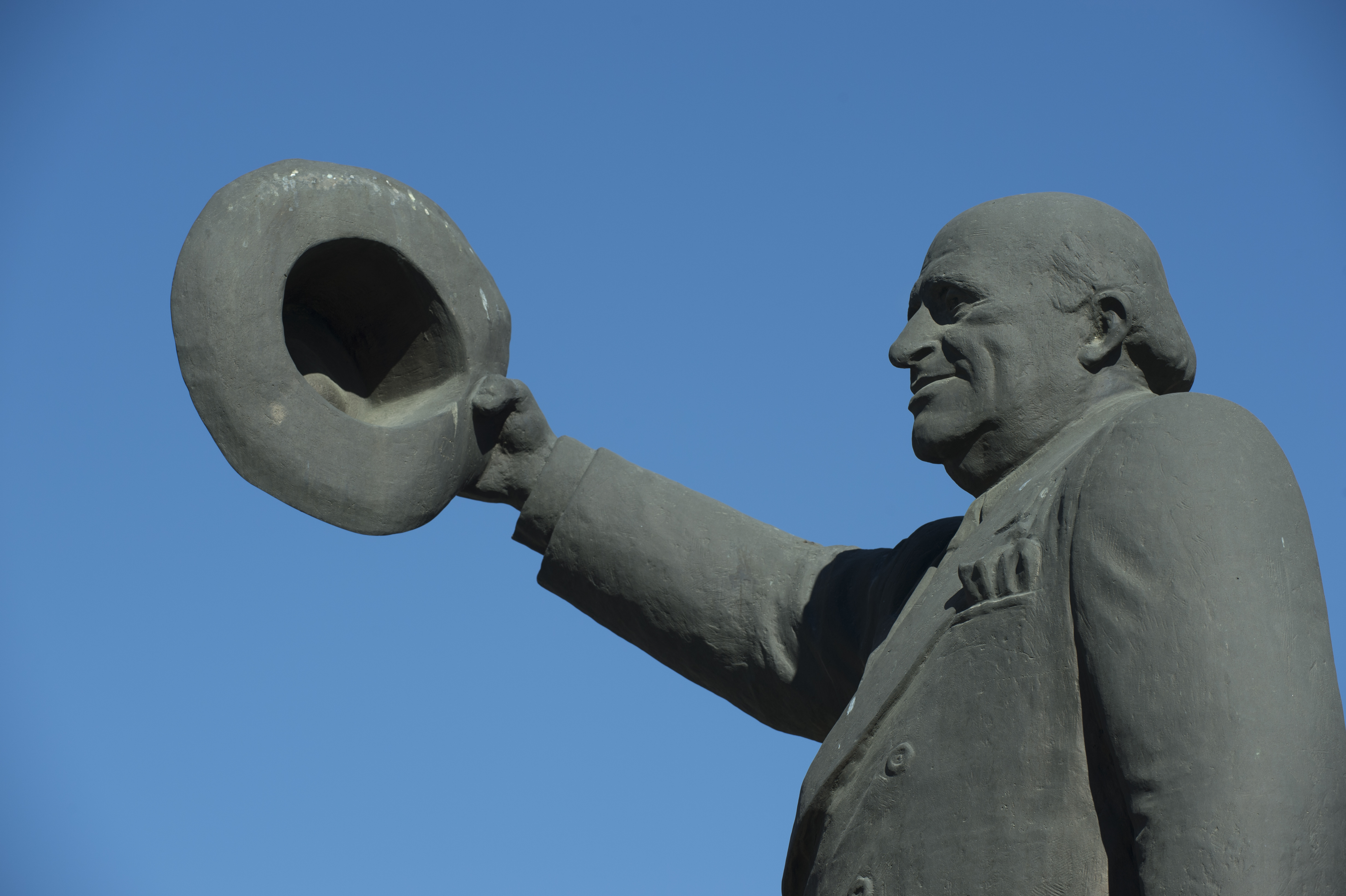
Статуя Сулеймана Деміреля

За свою політичну кар'єру Демірель домігся багатьох успіхів. Він сформував найбільшу кількість урядів, найдовше в історії турецької політики обіймав посаду прем'єр-міністра після Ісмета Іненю і Реджепа Таїпа Ердогана і був наймолодшим прем'єр-міністром у віці 41 року. Він також побив рекорди наймолодшого політика, який став лідером партії у віці 40 років, і наймолодшого генерального директора, призначеного на посаду в державну установу у віці 30 років.
На його честь названо аеропорт та Університет, розташовані в Іспарті. Також на його честь названо стадіон в Анталії, медичний центр Університету Ататюрка в Ерзурумі та Університет в Казахстані. На його честь також названо дві важливі центральні вулиці: одна в Стамбулі, інша в Муглі.
26 жовтня 2014 року в Іспарті було відкрито «Музей демократії та розвитку Сулеймана Деміреля», де виставлені речі Деміреля, що використовувалися ним з часів його державної служби до кінця його президентства.

## У масовій культурі
Сулеймана Деміреля часто називали Баба (Батько) або Чобан Сулю (Пастух Сулю) і жартівливо Спартак, на честь його рідного міста Іспарта. Його фетровий капелюх був відомою частиною його образу.
У пісні «Demirbaş» з альбому Yadigâr (1995) Фікрет Кизилок з гумором описав нездатність Деміреля залишатися осторонь політичної сцени. «Süleyman», одна з хітових пісень альбому Mega Manço гурту Бариш Манчо 1992 року, була ще однією сатирою на Деміреля. Його зобразив Халдун Бойсан у фільмі 2007 року «Зінцірбозан». Також є згадки про Деміреля у фільмі Джема Карачі «Раптіє» (Raptiye). Демірель з'явився як запрошений актор у фільмі «Президент в іншій Туреччині». Неджмі Айкар зіграв роль Деміреля в серіалі «Одного разу на Кіпрі», який транслювався на TRT 1.
Хоча Демірель пішов на заслужений відпочинок, щоразу, коли виникали політичні негаразди, турецькі ЗМІ або його послідовники (з гумором чи без) зверталися до нього зі словами «Kurtar bizi baba» («Батьку, врятуй нас»).

## Цитати
Демірель був вправним оратором і відомий тим, що створив багато пам'ятних цитат і дотепів у спілкуванні з журналістами.
Його найвідомішою цитатою є «Dün dündür, bugün bugündür» («Вчора - це вчора, сьогодні - це сьогодні»), яку він сказав  у відповідь тим, хто ставив під сумнів його прагматизм. Однак він також казав: «Не кожен може викрутитися з проблеми, кажучи: «Вчора було вчора, сьогодні є сьогодні», як це зробив я».
«Benzin vardı da biz mi içtik?» («Хіба ми пили бензин, ніби він був?»), - сказав він, виправдовуючи свої дії під час енергетичної кризи 1970-х років.
У розмові з журналістом, коли напруженість у відносинах з Грецією зросла через суперечку щодо Егейського моря, він сказав: «Ege bir Yunan gölü değildir. Ege bir Türk gölü de değildir. Binaenaleyh Ege bir göl değildir». («Егейське море — це не грецьке озеро. Егейське море не є турецьким озером. Отже, Егейське море — навіть не озеро»).

## Нагороди і почесні звання
- Польща : Орден Білого Орла, 28 жовтня 1993
- Хорватія : Ордену Короля Томислава із стрічкою і Великою Зіркою, 7 липня 1994[33][34]
- Киргизстан: Пам'ятний золотий орден «Манас-1000» і пам'ятна золота медаль, 28 серпня 1995[35]
- Киргизстан : Орден Манаса, 13 листопада 1998[36]
- Азербайджан : Орден «Незалежність», 12 червня 1999[37]
- Італія : Орден «За заслуги перед Італійською Республікою», 7 жовтня 1996
- Естонія : Орден Хреста Терра Маріана, 1997
- Румунія : Орден Зірки Румунії, 1999
- Грузія : Орден Золотого руна, 1999
- Болгарія : Орден «Стара планина», 16 березня 1999[38]
- Німеччина : Орден «За заслуги перед Федеративною Республікою Німеччина», 6 квітня 2000
- Казахстан : Орден Барса, 27 серпня 2001[39]
- Молдова : Орден Республіки від 1 листопада 2004[40]
- Азербайджан : Орден Честь від 1 листопада 2013[41]
- Почесний член Національної Академії наук Азербайджану[42].
- Почесний громадянин міста Бішкек[43]
- Міжнародна премія Нізамі Гянджеві (Міжнародний центр Нізамі Гянджеві, Азербайджан)[44]